# Esmeralda polita
Esmeralda polita là một loài bọ cánh cứng trong họ Cerambycidae.